# Belgiens Grand Prix
Belgiens Grand Prix er et Formel 1-løb som bliver kørt på Spa-Francorchamps-banen. Det er også blevet afholdt på Zolder og Nivelles-Baulers-banen.

## Vindere af Belgiens Grand Prix
| År   | Kører              | Konstruktør                | Bane              | Rapport         |
| ---- | ------------------ | -------------------------- | ----------------- | --------------- |
| 2024 | Lewis Hamilton     | Mercedes                   | Spa-Francorchamps | Rapport         |
| 2023 | Max Verstappen     | Red Bull Racing-Honda RBPT | Spa-Francorchamps | Rapport         |
| 2022 | Max Verstappen     | Red Bull Racing-RBPT       | Spa-Francorchamps | Rapport         |
| 2021 | Max Verstappen     | Red Bull Racing-Honda      | Spa-Francorchamps | Rapport         |
| 2020 | Lewis Hamilton     | Mercedes                   | Spa-Francorchamps | Rapport         |
| 2019 | Charles Leclerc    | Ferrari                    | Spa-Francorchamps | Rapport         |
| 2018 | Sebastian Vettel   | Ferrari                    | Spa-Francorchamps | Rapport         |
| 2017 | Lewis Hamilton     | Mercedes                   | Spa-Francorchamps | Rapport         |
| 2016 | Nico Rosberg       | Mercedes                   | Spa-Francorchamps | Rapport         |
| 2015 | Lewis Hamilton     | Mercedes                   | Spa-Francorchamps | Rapport         |
| 2014 | Daniel Ricciardo   | Red Bull-Renault           | Spa-Francorchamps | Rapport         |
| 2013 | Sebastian Vettel   | Red Bull-Renault           | Spa-Francorchamps | Rapport         |
| 2012 | Jenson Button      | McLaren-Mercedes           | Spa-Francorchamps | Rapport         |
| 2011 | Sebastian Vettel   | Red Bull-Renault           | Spa-Francorchamps | Rapport         |
| 2010 | Lewis Hamilton     | McLaren-Mercedes           | Spa-Francorchamps | Rapport         |
| 2009 | Kimi Räikkönen     | Ferrari                    | Spa-Francorchamps | Rapport         |
| 2008 | Felipe Massa       | Ferrari                    | Spa-Francorchamps | Rapport         |
| 2007 | Kimi Räikkönen     | Ferrari                    | Spa-Francorchamps | Rapport         |
| 2006 | Ikke arrangeret    | Ikke arrangeret            | Ikke arrangeret   | Ikke arrangeret |
| 2005 | Kimi Räikkönen     | McLaren-Mercedes           | Spa-Francorchamps | Rapport         |
| 2004 | Kimi Räikkönen     | McLaren-Mercedes           | Spa-Francorchamps | Rapport         |
| 2003 | Ikke arrangeret    | Ikke arrangeret            | Ikke arrangeret   | Ikke arrangeret |
| 2002 | Michael Schumacher | Ferrari                    | Spa-Francorchamps | Rapport         |
| 2001 | Michael Schumacher | Ferrari                    | Spa-Francorchamps | Rapport         |
| 2000 | Mika Häkkinen      | McLaren-Mercedes           | Spa-Francorchamps | Rapport         |
| 1999 | David Coulthard    | McLaren-Mercedes           | Spa-Francorchamps | Rapport         |
| 1998 | Damon Hill         | Jordan-Mugen-Honda         | Spa-Francorchamps | Rapport         |
| 1997 | Michael Schumacher | Ferrari                    | Spa-Francorchamps | Rapport         |
| 1996 | Michael Schumacher | Ferrari                    | Spa-Francorchamps | Rapport         |
| 1995 | Michael Schumacher | Benetton-Renault           | Spa-Francorchamps | Rapport         |
| 1994 | Damon Hill         | Williams-Renault           | Spa-Francorchamps | Rapport         |
| 1993 | Damon Hill         | Williams-Renault           | Spa-Francorchamps | Rapport         |
| 1992 | Michael Schumacher | Benetton-Cosworth          | Spa-Francorchamps | Rapport         |
| 1991 | Ayrton Senna       | McLaren-Honda              | Spa-Francorchamps | Rapport         |
| 1990 | Ayrton Senna       | McLaren-Honda              | Spa-Francorchamps | Rapport         |
| 1989 | Ayrton Senna       | McLaren-Honda              | Spa-Francorchamps | Rapport         |
| 1988 | Ayrton Senna       | McLaren-Honda              | Spa-Francorchamps | Rapport         |
| 1987 | Alain Prost        | McLaren-TAG                | Spa-Francorchamps | Rapport         |
| 1986 | Nigel Mansell      | Williams-Honda             | Spa-Francorchamps | Rapport         |
| 1985 | Ayrton Senna       | Lotus-Renault              | Spa-Francorchamps | Rapport         |
| 1984 | Michele Alboreto   | Ferrari                    | Zolder            | Rapport         |
| 1983 | Alain Prost        | Renault                    | Spa-Francorchamps | Rapport         |
| 1982 | John Watson        | McLaren-Cosworth           | Zolder            | Rapport         |
| 1981 | Carlos Reutemann   | Williams-Cosworth          | Zolder            | Rapport         |
| 1980 | Didier Pironi      | Ligier-Cosworth            | Zolder            | Rapport         |
| 1979 | Jody Scheckter     | Ferrari                    | Zolder            | Rapport         |
| 1978 | Mario Andretti     | Lotus-Coswowrth            | Zolder            | Rapport         |
| 1977 | Gunnar Nilsson     | Lotus-Coswowrth            | Zolder            | Rapport         |
| 1976 | Niki Lauda         | Ferrari                    | Zolder            | Rapport         |
| 1975 | Niki Lauda         | Ferrari                    | Zolder            | Rapport         |
| 1974 | Emerson Fittipaldi | McLaren-Cosworth           | Nivelles          | Rapport         |
| 1973 | Jackie Stewart     | Tyrrell-Cosworth           | Zolder            | Rapport         |
| 1972 | Emerson Fittipaldi | Lotus-Coswowrth            | Nivelles          | Rapport         |
| 1971 | Ikke arrangeret    | Ikke arrangeret            | Ikke arrangeret   | Ikke arrangeret |
| 1970 | Pedro Rodríguez    | BRM                        | Spa-Francorchamps | Rapport         |
| 1969 | Ikke arrangeret    | Ikke arrangeret            | Ikke arrangeret   | Ikke arrangeret |
| 1968 | Bruce McLaren      | McLaren-Cosworth           | Spa-Francorchamps | Rapport         |
| 1967 | Dan Gurney         | Eagle-Weslake              | Spa-Francorchamps | Rapport         |
| 1966 | John Surtees       | Ferrari                    | Spa-Francorchamps | Rapport         |
| 1965 | Jim Clark          | Lotus-Climax               | Spa-Francorchamps | Rapport         |
| 1964 | Jim Clark          | Lotus-Climax               | Spa-Francorchamps | Rapport         |
| 1963 | Jim Clark          | Lotus-Climax               | Spa-Francorchamps | Rapport         |
| 1962 | Jim Clark          | Lotus-Climax               | Spa-Francorchamps | Rapport         |
| 1961 | Phil Hill          | Ferrari                    | Spa-Francorchamps | Rapport         |
| 1960 | Jack Brabham       | Cooper-Climax              | Spa-Francorchamps | Rapport         |
| 1959 | Ikke arrangeret    | Ikke arrangeret            | Ikke arrangeret   | Ikke arrangeret |
| 1958 | Tony Brooks        | Vanwall                    | Spa-Francorchamps | Rapport         |
| 1957 | Ikke arrangeret    | Ikke arrangeret            | Ikke arrangeret   | Ikke arrangeret |
| 1956 | Peter Collins      | Ferrari                    | Spa-Francorchamps | Rapport         |
| 1955 | Juan Manuel Fangio | Mercedes-Benz              | Spa-Francorchamps | Rapport         |
| 1954 | Juan Manuel Fangio | Maserati                   | Spa-Francorchamps | Rapport         |
| 1953 | Alberto Ascari     | Ferrari                    | Spa-Francorchamps | Rapport         |
| 1952 | Alberto Ascari     | Ferrari                    | Spa-Francorchamps | Rapport         |
| 1951 | Giuseppe Farina    | Alfa Romeo                 | Spa-Francorchamps | Rapport         |
| 1950 | Juan Manuel Fangio | Alfa Romeo                 | Spa-Francorchamps | Rapport         |